# Bugge Islands
Die Bugge Islands (auch Ruth Bugge Islands) bestehen aus drei eisbedeckten Inseln in der Marguerite Bay vor der Fallières-Küste des Grahamlands auf der Antarktischen Halbinsel. Sie liegen vor der Front des inzwischen aufgelösten Wordie-Schelfeises und zwischen 7 und 20 Kilometern nordwestlich des Mount Guernsey.

## Inseln
Die Inselgruppe besteht aus drei Inseln:
- Ramírez Island oder Isla Eleuterio Ramirez (69° 9′ S, 68° 27′ W), nördlichste Insel[1]
- Aldea Island oder Isla Aldea (69° 12′ S, 68° 30′ W), mittlere Insel[3]
- Landrum Island oder Isla Latorre (69° 14′ S, 68° 17′ W), südlichste Insel[4]

Die höchste der Inseln ist 366 m hoch. An den nördlichen, südöstlichen und südsüdwestlichen Seiten befinden sich mehrere kleine Inselchen und Felsen.
Laut Finn Ronnes Bericht der Ronne Antarctic Research Expedition  aus dem Jahr 1947 erstrecken sich die Inseln über eine Strecke von knapp 10 Kilometern in nordöstlicher Richtung. Die größte der Inseln ist etwa 2–3 Kilometer lang. Die Expedition fand die Inseln von einer etwa 30 Meter hohen Schneedecke bedeckt, am Ufer lag das Felsgestein bloß.

## Geschichte
Die Inseln wurden erstmals 1936 von der British Graham Land Expedition (BGLE) aus der Luft entdeckt und fotografiert. Später wurden sie anhand dieser Luftaufnahmen grob kartiert. 1947 wurde die Inselgruppe von der Ronne Antarctic Research Expedition (RARE) unter Finn Ronne von Bord des Schiffs „M/V Port of Beaumont, Texas“ (ehemals USS ATA 215) aus gesichtet. Ronne benannte sie nach seiner Nichte Ruth Bugge, die die Expedition mit Wollkleidung aus Norwegen versorgt hatte.
Später im selben Jahr wurden die Inseln auch von der ersten chilenischen Antarktis-Expedition untersucht.
Daten der Jahre 1948–1958 zeigen, dass die Front des Wordie-Schelfeises sich damals noch bis zu den Bugge Islands hin erstreckt hatte. Seitdem ist das Schelfeis jedoch geschrumpft.